# Comuna Zdvîjka, Korostîșiv
Zdvîjka (în ucraineană Здвижківська сільська рада) este o comună în raionul Korostîșiv, regiunea Jîtomîr, Ucraina, formată din satele Semenivka și Zdvîjka (reședința).

## Demografie
Componența lingvistică a comunei Zdvîjka
     Ucraineană (96%)
     Rusă (4%)
Conform recensământului din 2001, majoritatea populației comunei Zdvîjka era vorbitoare de ucraineană (96%), existând în minoritate și vorbitori de rusă (4%).